# Золотурнский собор
Собор святых Урса и Виктора — кафедральный собор римско-католического епископства Базель в швейцарском городе Золотурн. Посвящённая мученикам Урсу и Виктору Золотурнским крестообразная базилика в раннеклассицистическом стиле была выстроена на участке, где уже в раннем Средневековье располагались культовые сооружения. Кафедральным собором церковь стала в 1828 году в связи с перенесением центра базельского епископства в Золотурн.
Строительство было начато на фундаментах старой коллегиатской церкви святого Урса в 1762 году под руководством архитектора из Асконы Гаэтано Маттео Пизони (Gaetano Matteo Pisoni, 1713—1782), и было закончено его племянником Паоло Антонио Пизони (Paolo Antonio Pisoni, 1738—1804) в 1773 году. В оформлении внутреннего убранства принял участие знаменитый штукатур Франческо Поцци (Francesco Pozzi, 1704—1789).